# Sofia (canción de Clairo)
«Sofia» es una canción de la cantante estadounidense Clairo. Fue publicada por Fader Label como el tercer sencillo de su álbum de estudio Immunity el 26 de julio de 2019. La canción fue escrita por ella misma y Rostam Batmanglij, quién también produjo la canción, y cuenta con Danielle Haim como baterista. «Sofía» se convirtió en un sleeper hit después de volverse viral en la plataforma de vídeos TikTok, entrando en la lista Billboard Hot 100 más de un año después de su publicación original.

## Antecedentes
En una publicación de Facebook, Clairo explicó que «Sofía» está inspirada en sus primeras experiencias enamorándose de mujeres mayores que veía en los medios de comunicación. Nombró a Sofía Vergara y Sofia Coppola como ejemplos, y reclamó que escribir la canción fue su manera de celebrar su descubrimiento y a la vez «manteniendo las letras cursis que normalmente encontrarías en canciones donde confiesas tu amor». Continuó escribiendo que la canción «captura un momento en [su] vida pero en vez de esconderlo, está expresado de una manera casi 'explosiva'».

## Recepción crítica
Carolyn Droke de Uproxx describió la canción como un «himno para la actualización de la sexualidad de la artista», diciendo que la letra y ritmo «encapsulan sentimientos de regocijo y trepidación en el umbral de una relación nueva». Harry Todd de Paste comparó la producción de la canción a aquello de The Strokes y Sleigh Bells, con su «guitarras fuertemente procesadas y batería resonantes». Continúa alabando al productor Batmanglij por «acribillar [la canción] con sintonizadores arpegiados y melodías con vocoder que le recuerdan a las producciones de Daft Punk», y a Clairo por «vender» la canción con su magnífico rendimiento vocal. Katherine St. Asaph De Pitchfork comparó los Sintetizadores en «Sofía» a aquellos de «Dancing on My Own» por Robyn.

## Créditos y personal
Créditos adaptados de Tidal.
- Claire Cottrill - Compositora, vocalista
- Rostam Batmanglij - Productor, compositor, ingeniero
- Danielle Haim - Batería
- Emily Lazar - Masterización
- Chris Allgood - Masterización
- Dave Fridmann - Productor
- Cary Singer - Ingeniera
- Nate Heas - Ingeniero
- Dalton Ricks - Ingeniero
- Michael Harris - Ingeniero